# Komitee gegen Folter (Russland)
Das Team gegen Folter (russisch Команда против пыток Komanda protiw pytok, kurz KPP (КПП); englisch Crew against torture) ist eine russische Menschenrechtsorganisation, die sich mit der öffentlichen Untersuchung von Folterfällen in Russland beschäftigt. Dazu nutzt die Organisation gegen Folter vor allem die vom Staat ursprünglich vorgesehenen Möglichkeiten und Rechtswege zum Schutz von Opfern. Das Team gegen Folter gründete sich im Jahr 2000 mit dem Ziel, die Staatsanwaltschaft dazu zu bringen, diese Art von Verbrechen aufzudecken und Täter vor Gericht zu bringen.
Zu den bekanntesten Fällen des Teams gegen Folter gehören der Fall Mikheev, in dem die Russische Föderation für den Einsatz von Folter zur Verantwortung gezogen wurde, sowie die Untersuchung der massenhaften Folter der Bewohner von Blagoweschtschensk, bei der vor allem Schläge zum Einsatz kamen. Außerdem beschäftigt sich das Team gegen Folter mit der Menschenrechtswahrung im Nordkaukasus.
Bevor die Organisation als ausländischer Agent eingestuft wurde, wurde sie teilweise von der Europäischen Menschenrechtskommission finanziert und erhielt Zuschüsse durch die Russische Föderation. Das Team gegen Folter wurde mehrmals mit Preisen für zivilgesellschaftliches Engagement ausgezeichnet. Die Menschenrechtsaktivistin Olga Sadowska wurde darüber hinaus für den Friedensnobelpreis nominiert.

## Geschichte der Organisation
Die Arbeit des „Informations- und Analysezentrums der Gesellschaft für Menschenrechte in Nischni Nowgorod“ und insbesondere der im Dezember 1997 vorgelegte „Bericht über die Anwendung von Folter in der Region Nischni Nowgorod“ legten den Grundstein der Tätigkeit des Teams gegen Folter. Das Hauptziel der Mitarbeiter war es, die Aufmerksamkeit der Staatsanwaltschaft auf die systematischen Rechtsverletzungen zu lenken und sie zu aktiven Maßnahmen zur Verhinderung und Aufdeckung dieser Art von Verbrechen zu bringen. Jedoch wurden diese Ziele nicht erreicht. Das war der ausschlaggebende Grund für die Gründung der unabhängigen Organisation „Komitee gegen Folter“ unter der Leitung von Igor Kalyapin im Jahr 2000. Das erste rechtliche Ergebnis der Tätigkeit des Komitees wurde im Jahr 2001 erreicht, als ein Polizeibeamter der Bezirksabteilung von Nischni Nowgorod, A. G. Ivanov, durch ein Urteil des Landgerichts in Nischni Nowgorod für schuldig befunden wurde.
Das Gericht stellte fest, dass Iwanow Folter gegen den minderjährigen Maxim Podswirow angewandt hatte, um den Jungen zu einer falschen Anschuldigung seines Bruders zu zwingen.
Ivanov wurde zu einer Bewährungsstrafe von 6 Jahren verurteilt. Das Komitee erreichte durch eine Berufung die Umwandlung der Bewährungsstrafe in eine Haftstrafe für dieselbe Dauer.
Im Jahr 2004 befand ein Gericht den ehemaligen Chef der der Kriminalpolizei in der Abteilung für Innere Angelegenheiten von Bolscheboldin, Oberst I. A. Quartakov, der Folterung durch Schläge schuldig.
Am 26. Januar 2006 gab der Europäische Gerichtshofs sein Urteil im Fall «Mikheev gegen Russland» bekannt. Es war die erste Entscheidung des Europäischen Gerichtshof für Menschenrechte nach einer Beschwerde des Komitees gegen Folter und gleichzeitig die erste Entscheidung des Europäischen Gerichtshof für Menschenrechte gegen die Russische Föderation, in der das Gericht die Verantwortung Russlands für die Anwendung von Folter festgestellte.
Seit dem Jahr 2001 haben Menschenrechtsaktivisten mit Unterstützung des Komitees gegen Folter öffentliche Untersuchungen in den Regionen Orenburg, Baschkortostan, der Republik Mari-El und in Tschetschenien begonnen.
Später wurden regionale Büros des Komitees in den genannten Regionen eröffnet. Seit 2021 arbeitet das Komitee in sechs Regionen – in Orenburg, Baschkirien, Krasnodar, im Nordkaukasus, in Nischni Nowgorod und Moskau. Im Jahr 2007 erhielt das Komitee gegen Folter den Status einer überregionalen öffentlichen Organisation.
Am 29. Dezember wurde die Vorlage von der Staatsanwaltschaft des Gebiets Nischni Nowgorod an das Komitee gegen Folter geschickt, in der die Beteiligung der Organisation an politischen Aktivitäten festgestellt wurde. Die Staatsanwaltschaft wies darauf hin, dass das Komitee die Öffentlichkeit und die Behörden über die Tatsachen der Folter bei der Polizei «und darüber berichtet, wie schlecht der Untersuchungsausschuss sie untersucht und damit die Staatspolitik beeinflusst», sagte Igor Kalyapin. Darüber hinaus wurde dem Ausschuss die jährliche Durchführung von Streikposten am Internationalen Tag zur Unterstützung von Folteropfern und die Veröffentlichung von Informationen über die Veranstaltung als politische Tätigkeit zugeschrieben.
Aufgrund der Darstellung der Staatsanwaltschaft im Januar 2015 hat das russische Justizministerium die interregionale öffentliche Organisation Komitee gegen Folter in das Register gemeinnütziger Organisationen aufgenommen, die als ausländischer Agent handeln. Am 1. August 2015 die Teilnehmer der Konferenz des Komitees gegen Folter haben die Entscheidung zum Verschluss der Organisation. Das Komitee gegen Folter wurde durch das Komitee zur Verhütung von Folter ersetzt.
Am 14. Januar 2016 nahm das russische Justizministerium das Komitee zur Verhütung von Folter sowie die ihm angeschlossene Organisation, das Public Investigation Bureau, in das Register der gemeinnützigen Organisationen auf, die die Aufgaben eines ausländischen Agenten wahrnehmen. Der Grund für die Entscheidung des Justizministeriums war, dass „Spenden von einigen russischen Bürgern erhalten haben, die bei Organisationen arbeiten, die ausländische Gelder annehmen“. Die Organisation versuchte, die Entscheidung des Justizministeriums vor dem Leninskij-Bezirksgericht von Orenburg anzufechten, aber die Klage wurde abgewiesen. Am 29. März 2017 pfändete der Föderale Gerichtsvollzieherdienst die Konten des Komitees zur Verhütung von Folter. Die Entscheidung des Föderalen Gerichtsvollzieher Dienstes war der Anstoß für die Neuorganisation. Im November 2017 gab das Komitee zur Verhütung von Folter seine Auflösung als juristische Person offiziell bekannt.
Bis 10. Juni 2022 war die Organisation ohne Rechtspersönlichkeit unter ihrem historischen Namen „Komitee gegen Folter“ in sechs Regionen Russlands tätig: im Gebiet Nischni Nowgorod, im Gebiet Orenburg, in der Republik Baschkortostan, in der Nordkaukasusregion, in der Region Krasnodar und in Moskau. Eine zuvor bestehende Zweigstelle in der Republik Marij El wurde im Jahr 2017 geschlossen. Im Frühling 2022 wurde die Niederlassung in der Republik Baschkortostan endgültig aufgelöst. Kalyapin hat einen Mangel an geeignetem Personal als Grund für die Präsenz von Zweigstellen in nur sechs Regionen bezeichnet.

### Wechsel des Teamvorsitzenden
Im Dezember 2021 wählten die Mitglieder von “Komitee gegen Folter” einen neuen Vorsitzenden. Gewählt wurde Sergei Babinez, der viele Jahre die landesweiten Zweigstellen von “Komitee gegen Folter” (u.A. in Moskau, Nizhny Novgorod, Orenburg) leitete. Er erhielt mehr Stimmen als der bisherige Organisationsleiter Igor Kalyapin.
Im Februar 2022 erzählte Kalyapin in einem Interview für “The Insider” detaillierter von den Widersprüchen, die ihn dazu bewogen hatten, “Komitee gegen Folter” zu verlassen.
Der Pressedienst des Komitees begründete das Ausscheiden Kaljapins damit, dass es in der Organisation ein demokratisches Wahlverfahren gibt – alle drei Jahre wählen die Mitglieder des Komitees den Vorsitzenden durch allgemeine Abstimmung. Beim letzten Mal erhielt nach Angaben des Sprechers Sergei Sergejewitsch Babinez die meisten Stimmen.

### Die Abwicklung des Komitees und der Anfang der Tätigkeiten des Teams gegen Folter
Am 10. Juni 2022 hat russisches Justizministerium das Komitee gegen Folter in die Liste der nicht eingetragenen öffentlichen Vereinigungen, die die Aufgaben eines ausländischen Agenten wahrnehmen, hinzugefügt. Am 11. Juni haben die Mitglieder des Komitees die Entscheidung getroffen, die Organisation zu beseitigen. Aber bereits am 15. Juni hat die Organisation ihre Tätigkeiten unter dem Namen das Team gegen Folter fortgesetzt.
Der Leiter des Teams gegen Folter Sergey Babinez hat erklärt, dass die Organisation mit der Entscheidung des russischen Justizministerium nicht einverstanden ist. Es ist aber auch unmöglich als ausländischer Agent tätig zu sein, weil das den Zugang zum Dialog mit der Regierung verschließt. Er hat die Auflösung des Komitees und die Erscheinung des Teams als eine erzwungene Maßnahme bezeichnet. Sie war die einzige Möglichkeit, die die Fortsetzung der Arbeit an den noch nicht abgeschlossenen Fällen, leisten kann. Zum Moment der Auflösung des Komitees gab es 188 solcher Fällen.

„Die Anerkennung als ausländischer Agent hat uns nicht geschadet; wir haben unser Team behalten und werden weiter doppelt so intensiv arbeiten. Diese Situation hat die Dummheit der Regierung gezeigt, die eine Hexenverfolgung noch dazu an der falschen Stelle veranstaltet. Meiner meinung nach, muss man diejenigen verfolgen, die die Menschen in Kolonien foltern oder Milliarden aus dem Land abzuziehen, aber nicht die Aktivisten der Bürgerinitiative, die versuchen, die Menschenrechte der Russen zu schützen.“

## Ziele und Grundsätze
Das Hauptziel des Teams ist die Untersuchung und das Bringen von Folterfällen zum Abschluss mit folgender Bestrafung der Verantwortlichen. Das Team führt öffentliche Untersuchungen von Beschwerden über Folter, unmenschliche und erniedrigende Behandlung durch, vertritt die Interessen der Kläger gegenüber Ermittlungsbehörden und vor Gerichten, auch hilft Schmerzensgeld zu erlangen und – wenn nötig – bemüht sich um die medizinische Rehabilitation der Opfer.
Im Rahmen seiner Tätigkeit leitet das Team öffentliche Untersuchungen von Beschwerden über Folter und Misshandlung. Unter dem Begriff öffentliche Untersuchung versteht das Team die Kombination von Initiativen der Bürger, die über keine besonderen Rechte und Befugnisse verfügen, die zu einer höheren Wirksamkeit der Ermittlungen zu Beschwerden über schwere Menschenrechtsverletzungen und, bei hinreichenden Gründen, der Feststellung solcher Verletzungen von der zuständigen Behörde (Gericht) beitragen. Zur öffentlichen Untersuchung von massiven und systematischen Menschenrechtsverletzungen wurden auf Initiative des Komitees Mobile Einsatzgruppen gebildet. Mit ihnen leiteten die Vertreter von verschiedenen Menschenrechtsorganisationen aus verschiedenen Regionen alle paar Monate öffentliche Untersuchungen vor Ort.
Die Grundprinzipien der öffentlichen Untersuchung sind der Schutz des öffentlichen Interesses und die Ausrichtung nicht auf internationale, sondern innerstaatliche Schutzmechanismen.
Das Prinzip des Schutzes des öffentlichen Interesses besteht darin, dass die Organisation, die eine Untersuchung leitet, in erster Linie nicht die Interessen von bestimmten Personen, die Opfer von Folter oder einer anderen massiven Menschenrechtsverletzung geworden sind, sondern das öffentliche Interesse vertritt. Das Team übernimmt keinerlei Verantwortung dafür, Opfern zu helfen, falls sie in Zukunft mit mutmaßlichen Kriminellen oder deren Vertretern zu konspirieren planen. Außerdem, falls das Opfer in Zukunft seine Aussage zugunsten der mutmaßlichen Kriminellen ändert und das Team bis dahin überzeugende Beweise für Folter hat, behält es sich das Recht vor, die Strafverfolgung sowohl der Kriminellen, als auch des Opfers für die Falschaussage und die Vertuschung des Verbrechens anzustreben.
Das Prinzip der strategischen Ausrichtung auf innerstaatliche Schutzmechanismen. Die Bemühungen bei der öffentlichen Untersuchung richten sich darauf, genau die innerstaatlichen Mechanismen zum Schutz der Menschenrechte effektiv und nach dem Gesetz funktionieren zu lassen. In dieser Hinsicht wird der Rückgriff auf die internationalen Schutzmechanismen nur als “letztes Mittel” angesehen, die verwendet werden sollten, nur wenn alle Mittel für die Wiederherstellung der Gerechtigkeit innerhalb eines angemessenen Zeitraums auf innerstaatlicher Ebene erschöpft sind.
Zudem führt das Team die Arbeit an die Rehabilitation von Folteropfern durch. Die Mitglieder des Teams verweisen die Folteropfer an Spezialisten, helfen dabei, Medikamente zu bekommen, falls die gesetzliche Krankenversicherung keine Kosten dafür übernimmt, und verschaffen die Plätze in Rehabilitationszentren. Manchmal ist es notwendig, die Opfer und ihre Familien zu evakuieren – z. B., wenn sie bedroht, erpresst oder gezwungen werden, ihre Aussage zum Folterfall zu ändern. So hat die Organisation in 2006 im Rahmen der medizinischen Behandlung die Kosten für einen Sanatoriumsaufenthalt vom Dserschinsker Künstler Vladimir Polyaschow übernommen, der Opfer von rechtswidrigen Handlungen der Polizeibeamten geworden ist.

## Erfolge
Seit der Gründung in 2000 bis März 2022 hat die Organisation mehr als 3108 Beschwerden über Menschenrechtsverletzungen erhalten, die Zuerkennungen von Schmerzensgeld in Höhe von mehr als 285 Millionen Rubel an den Folteropfern und die Verurteilung von mehr als 159 Polizeibeamten erlangt, Beweise für 281 Folterfälle vorgelegt, 2438 gerichtlichen Entscheidungen für rechtswidrig und nichtig erklären lassen und 75 Prozesse vor dem Europäischen Gerichtshof für Menschenrechte gewonnen.

### Der Fall von Micheev
Alexej Michejew hat sich beschwert, dass Polizisten ihn während der Verhaftung foltern. Sie zwangen ihn zu einem Geständnis des Vergewaltigung und Mordes, das er nicht begangen hatte. Micheev sprang aus dem Fenster des Polizeigebäudes und brach eine Wirbelsäule. Die Beweise in dem Fall gesammelt wurden von Mitarbeitern des information- analytische Zentrum des Nischni-Nowgoroder Gesellschaft der Menschenrechte Igor Kalyapin und Maria Smorodinova, zusammen mit der Kommission für Menschenrechte der Region Nischni Nowgorod und ihrem damaligen Vorsitzenden Sergej Schimvolos. Die Gerichtsverfahren in Russland erwiesen sich als unwirksam: insgesamt dauerte die Untersuchung sieben Jahre, in denen sie mehr als zwanzig Mal aufgehört und mindestens dreimal ausgesetzt wurde. Nach Ansicht von Menschenrechtlern, zermürbende Natur der Untersuchung und die erneuten Fälle gegen Micheev waren darauf ausgerichtet, um ihn zwingen, den Kampf aufzugeben, wie hat das zweite Opfer Frolov gemacht, der die Aussage verweigerte und in Polizeistrukturen eingestellt wurde.
Am 26. Januar 2006 stellte der Europäische Gerichtshof für Menschenrechte nach Prüfung einer Beschwerde im Fall «Micheev gegen Russland» fest, «dass die Misshandlung in dieser Situation das Niveau der Folter im Sinne von Artikel 3 des Übereinkommens erreicht hat». Der Gerichtshof entschied außerdem, dass Artikel 13 des Übereinkommens verletzt wurde, da «dem Beschwerdeführer eine ausreichend wirksame Untersuchung und damit der Zugang zu den anderen ihm zur Verfügung stehenden Rechtsmitteln, einschließlich des Rechts auf Entschädigung, verweigert wurde» [40]. So war der Fall von Alexei Micheev das erste Mal, dass der Europäischer Gerichtshof für Menschenrechte die Russische Föderation für die Anwendung von Folter verantwortlich machte.

### Eine Säuberung in Blagoweschensk
Massenverprügelungi in Blagoweschensk, auch bekannt als «Säuberung in Blagoweschensk», ist eine Einschüchterungsoperation in Blagoweschensk (Republik Baschkortostan) und den angrenzenden Siedlungen, durchgeführt zwischen dem 10. Dezember und dem 14. Dezember 2004 von den Kräften der Stadtbezirksabteilung von inneren Angelegenheiten und die Mitarbeiter der mobilen Spezialeinheit des Innenministeriums Republik Baschkortostan. Während dieser Operation sind Polizisten in Häuser von Bürgern und in öffentlichen Einrichtungen eingebrochen und haben massenhafte Haft mit der Anwendung der physischen Gewalt gemacht. Es gibt Hinweise darauf, dass Menschen während ihrer Inhaftierung stundenlang in einer unbequemen Haltung festgehalten wurden, was ihnen schweres Leid zufügte. Bei Versuchen, die Position zu ändern, wurden sie gewalttätig geschlagen. Nach offiziellen Angaben, wurden 341 Menschen als Opfer anerkannt, aber als Ergebnis der Arbeit von Menschenrechtsorganisationen wird festgestellt, dass insgesamt mehr als 1000 Bürger festgenommen wurden und 200 weitere geschlagen wurden, aber nicht im Stadtbezirksabteilung von inneren Angelegenheiten gebracht wurden.
Die Menschenrechtler des «Komitees gegen Folter» haben sich mit dem Vorfall beschäftigt, seit die Informationen darüber veröffentlicht wurden. Um eine umfassende öffentliche Untersuchung durchzuführen und den Opfern zu helfen, wurde eine mobile Gruppe von Menschenrechtsaktivisten gegründet, dank dessen anderen Menschenrechtsaktivisten geschafft haben, alle oben genannten Verbrechen rechtzeitig zu registrieren, eine Einrichtung von kriminellen Fällen gegen die Täter zu stellen und den Opfern vor Gericht zu helfen.
Während des Gerichtsverfahrens gelang es, die Schuld der Mitarbeiter von Blagoweschensky Stadtbezirksabteilung von inneren Angelegenheiten zu beweisen. Sie erhielten Bewährungsstrafen von 3 bis 5,5 Jahren, mit Ausnahme von Aydar Gilvanov, der zu 3 Jahren in einer Kolonie des allgemeinen Regimes verurteilt wurde. Nicht alle Verantwortlichen für das Verbrechen in Blagoweschensk wurden bestraft.

### Schutz von Menschenrechten im Nordkaukasus
Im Jahr 2009 wurden Natalia Estemirowa, Sarema Sadulajewa und Alik Dschabrailow in Tschetschenien getötet. Sie hatten dort Menschenrechtsverletzungen untersucht und dokumentiert. In diesem Zusammenhang stiegen das Risiko für Menschenrechtsorganisationen, die in der Region arbeiteten, drastisch an und was die Menschenrechtsorganisation „Memorial“ dazu veranlasste, ihre Aktivitäten in Tschetschenien vorübergehend einzustellen. Zu diesem Zeitpunkt schlug der Vorsitzende von „Komitee gegen Folter“, Igor Kaljapin, die Einrichtung einer „mobilen Gruppe“ vor. Die Arbeit der Gruppe erfolgte durch mehrere sich abwechselnde kleine Teams, die sich alle paar Monate aus drei Personen der verschiedenen Zweigstellen des „Komitees gegen Folter“ (u. A. Moskau, Nischni-Nowgorod, Orenburg und andere) zusammensetzten, welche dann die Region besuchten. Die erste mobile Gruppe nahm am 30. November 2009 in Grosny ihre Arbeit auf. Die mobilen Gruppen bemühten sich um eine unbefangene und objektive Untersuchung von Entführungen, Folter und Hinrichtungen. Zu den Erfolgen der mobilen Gruppe gehörte die Untersuchung des Falls von Islam Umarpaschajew, der am 2. April 2010 nach dreimonatiger Folter in der Basis der tschetschenischen OMON gefunden und anschließend freigelassen wurde. Die mobile Gruppe wurde von den tschetschenischen Behörden kritisiert und unter Druck gesetzt, unter anderem von Ramsan Kadyrow, dem Präsidenten der Tschetschenischen Teilrepublik. Er warf den Mitgliedern der mobilen Gruppe öffentlich vor, „das tschetschenische Volk zu hassen“ und „hierhergekommen zu sein, um Geld zu verdienen“.
Die angespannten Beziehungen zwischen dem Komitee gegen Folter und den tschetschenischen Behörden haben sich nach dem Angriff auf Grosny am 4. Dezember 2014 durch Kämpfer der Terrororganisation „Kaukasisches Emirat“ weiter verschlechtert. Nach offiziellen Angaben wurden neben 11 Terroristen auch 14 Beamte des Innenministeriums und zwei Zivilisten getötet. Kadyrow, der die Anti-Terror-Operation leitete, erklärte, dass „die Familien der Angreifer aus der Tschetschenischen Teilrepublik vertrieben und ihre Häuser dem Erdboden gleichgemacht werden“. Vor dem Hintergrund der Brandanschläge auf Häuser reagierte das Komitee gegen Folter mit Erklärungen an den Untersuchungsausschuss und die Generalstaatsanwaltschaft und forderte, die Erklärung Kadyrows auf ihre Verfassungsmäßigkeit hin zu überprüfen. Igor Kaljapin sagte, dass die Angehörigen der Kämpfer „nur dann strafrechtlich zur Verantwortung gezogen bestraft werden dürfen, nachdem ein Gerichtsurteil erfolgt ist, in dem der Grad der Beteiligung an dem Verbrechen festgestellt wird“. Kadyrow beschuldigte das Komitee gegen Folter, den Terrorismus zu fördern, und Kaljapin, Verbindungen zu den Terroristen zu unterhalten. Auch der Menschenrechtsbeauftragte der Tschetschenischen Teilrepublik, Nurdi Nuchazhijew, beteiligte sich daran über die sozialen Medien und das Fernsehen weiter Druck auf das Komitee gegen Folter auszuüben. Am 13. Dezember fand in Grosny eine von Menschenrechts- und zivilgesellschaftlichen Organisationen in Tschetschenien organisierte Kundgebung mit mehreren Tausend Teilnehmern gegen Terrorismus statt. Nach der Kundgebung wurden Mitglieder der mobilen Gruppe von bewaffneten Unbekannten verfolgt. Am Abend desselben Tages brach im Büro des Komitees gegen Folter ein Feuer aus.
Am 3. Juni 2015, um 10 Uhr, fand ein erneuter Angriff auf das Büro statt. Zur selben Zeit wie der Angriff, fand eine Mahnwache von mehreren zivilgesellschaftlichen Organisationen in der Nähe der Räumlichkeiten des Komitee gegen Folter statt. In der Menge erschien eine Gruppe junger Männer, die ihre Gesichter mit medizinischen Masken bedeckten. Sie brachen in das Büro und die Wohnräume des Komitees ein, durchwühlten sie und zwangen die Mitarbeiter, zu fliehen. Die Angreifer beschädigten ein Fahrzeug der Organisation schwer. Daraufhin wurde beschlossen, das Büro der mobilen Gruppe nach Inguschetien zu verlegen. Trotzdem gerieten die Mitarbeiter des Komitees gegen Folter in der Nordkaukasusregion immer wieder unter Druck. Am 16. März 2016 wurde der Leiter des Komitees, Igor Kaljapin, in der Hauptstadt der Tschetschenischen Teilrepublik angegriffen.
Am 6. Oktober 2021 kamen Strafverfolgungsbeamte zum Haus der Eltern von Magomed Alamow, dem Leiter der Nordkaukasus-Abteilung des Komitees. Im Dezember 2021 berichtete Abubakar Jangulbajew, ein Anwalt des Komitees gegen Folter, über die Entführung von mehr als 40 seiner Verwandten in Tschetschenien. Am 20. Januar 2022 nahmen tschetschenische Sicherheitskräfte die Mutter von Jangulbajew, Sarema Musajewa, fest und brachten sie gewaltsam nach Grosny.
Im Rahmen seiner Arbeit in der Region untersuchte das Komitee gegen Folter Foltervorwürfe und vertrat die Interesse der Betroffenen vor den Ermittlungsbehörden und vor Gericht. Sie werden im Folgenden beschrieben.

#### Hasanguseinov gegen Russland
Am 23. August 2016 wurden zwei Brüder, der 19-jährige Hasangusein und der 17-jährige Nabi Hasanguseinov, die als Hirten arbeiteten, in der Nähe des Dorfes Goor-Khindakh im Bezirk Schamil in Dagestan bei einem Sondereinsatz der Strafverfolgungsbehörden erschossen.

#### Schutz der Familie Iritov
Am 31. Oktober 2017 nahmen Polizeibeamte in der Republik Kabardino-Balkar den lokalen Aktivisten Aslan Iritov fest. Aslan Iritov sowie seine Familienmitglieder Beslan, Marina und Anzhela Iritov wurden dabei durch die Beamten geschlagen.
Gegen Aslan Iritov, der keine Hände hat, erfolgte eine Anklage wegen Angriffs auf einen Polizeibeamten und versuchter Strangulation.
Durch die Ermittler erfolgten vier Anordnungen, dass keine Ermittlungen gegen Polizeibeamte eingeleitet werden sollten. Drei dieser Anordnungen stellten sich als rechtswidrig heraus; dies wurde unter anderem nach vielen Beschwerden durch das Komitee gegen Folter festgestellt.
Am 8. Dezember 2020 reichten Juristen des Komitees gegen Folter eine Beschwerde beim Europäischen Gerichtshof für Menschenrechte ein, da sie im Umgang der Behörden mit der Familie Iritov einen Verstoß gegen einige Artikel der Europäischen Konvention sehen. Diese gewähren einen Schutz vor Folter, das Recht auf faire Ermittlungen sowie den Schutz des Privat- und Familienlebens.

#### Folter von Albert Khamkhoyev
Am 14. November 2017 wurde Albert Khamkhoyev, Bewohner des Dorfes Yandare in der Republik Inguschetien und bekannter inguschetischer Sportler, von der Polizei festgenommen, geschlagen und gefoltert. Am 22. Januar 2018 wurde eine strafrechtliche Untersuchung dieser Vorfälle eingeleitet. Das Verfahren läuft derzeit noch.

## Arbeit mit den russischen Behörden
Der Kontakt mit der russischen Justiz gehört zu den Hauptbereichen der Arbeit des Teams gegen Folter.
Eine weitergehende Untersuchung von Beschwerden über Folter zu erreichen, gestaltet sich grundsätzlich als schwierig: Im Durchschnitt erhält ein Opfer in Russland sechs Ablehnungen, ehe ein Verfahren eingeleitet wird. Das Team gegen Folter geht davon aus, dass ohne die Beteiligung von Menschenrechtsverteidigern weniger als 10 % der Ermittlungen eingeleitet würden.
Da es keine speziellen Artikel betreffend Folter gibt, werden Beamte, die Folter angewendet haben, auf Grundlage von Artikel 302 des Strafgesetzbuchs der Russischen Föderation „Erzwingen von Zeugenaussagen“ und Artikel 286 „Überschreiten der Amtsgewalt“ verfolgt.
Insbesondere Artikel 286 umfasst jedoch neben Folter noch weitere Straftaten, was zur Folge hat, dass keine explizite Statistik bezüglich der Verurteilung aufgrund Folter existiert. Daher hat der russische Staat keinen belastbaren Überblick über das Ausmaß des Problems.
Aus diesem Grund arbeitete Igor Kaljapin, ehemaliger Vorsitzender des Komitees gegen Folter, in der Vergangenheit mit der Exekutive zusammen: Als Mitglied des Menschenrechtsrates unter der Schirmherrschaft des Präsidenten der Russischen Föderation setzte er sich dafür ein, die Zahl an Menschenrechtsverteidigern in öffentlichen Überwachungskommissionen zu erhöhen, „Folter“ als eigenständigen Straftatbestand in das Strafgesetzbuch der Russischen Föderation aufzunehmen und Untersuchungen von Folterverdachtsfällen an eine gesonderte Abteilung des Ermittlungskomitees der Russischen Föderation zu übertragen.

## Partner und Finanzierung
Ursprünglich wurde das Komitee mit eigenen Mitteln des Gründers Igor Kalyapin finanziert. Die Anwälte, die an dem Fall von Aleksei Mikheev gearbeitet hatten, vertraten und berieten kostenlos. Die Organisation wurde auch durch die Europäische Kommission für Menschenrechte und die George Soros’ Open Society Foundations unterstützt.
In 2013 hat das Komitee erstmals einen Zuschuss des Präsidenten für die institutionelle Arbeit der Organisation erhalten: die Bezahlung von Juristen, Anwälten, die Durchführung von Expertenstudien, die Transportkosten, die Behandlung und Rehabilitation der Opfer. Bevor das Komitee mit dem Status „ausländischer Agent“ belegt wurde, erhielt es staatliche Mittel, die von der Gesellschaftlichen Kammer verteilt wurden (das machte 2 % der gemeinsamen Finanzierung aus).
In 2015 wurde das Komitee laut Beschluss der Verwaltung des Justizministeriums von den Oblasten Orenburg und Nizhny Novgorod in das Register als “ausländischer Agent” eingetragen. Die Verwaltung des Ministeriums hielten es für die Finanzierung aus dem Ausland, dass die Mehrheit des Komitees ihren Lohn in einer anderen Organisation erhalten – Büro für öffentliche Untersuchungen – und dann Beiträge an den Fonds des Komitees gezahlt haben. Mit Stand von 2019 bekommt die interregionale Organisation keine Finanzierung aus dem Ausland und überhaupt keine Finanzierung: das Komitee gegen Folter ist eine Nichtregierungsorganisation, die weder im Organisationen-Register eingetragen ist, noch verfügt über ein Verrechnungskonto.
Um Folteropfern zu helfen, eine medizinische und psychologische Behandlung zu bekommen, hatte das Komitee gegen Folter zeitweise einen Wohltätigkeitsfonds eingerichtet, der Spenden der russischen Bürger annimmt.

## Auszeichnungen und Leistungsbewertungen
Die Tätigkeit von Igor Kalyapin und ihm geleiteten Komitee gegen Folter wurde von der internationalen Gemeinschaft mehrmals hoch bezeichnet. Im Jahr 2011 wurde er von der Parlamentarischen Versammlung des Europarats mit dem Menschenrechtspreis ausgezeichnet. Im selben Jahr wurde die Arbeit des Menschenrechtsschützers und des Kollektiven Mobilen Teams, das auf die Initiative des Komitees gegründet wurde, von der irischen Organisation Front Line Defenders ausgezeichnet. Das gleiche Projekt wurde 2013 mit dem internationalen Martin Ennals Award prämiert. Der Ausschuss erhielt den Preis „Von Mensch zu Mensch“ für 2016. Im Jahr 2018 erhielt Igor Kaljapin den Jegor-Gaidar-Preis in der Kategorie „Für Aktionen, die zur Bildung der Zivilgesellschaft beitragen“.
Olga Sadowskaja, stellvertretende Vorsitzende des Komitees gegen Folter, wurde für den Friedensnobelpreis 2018 nominiert. Anfang 2017 wurde Olga zusammen mit der Journalistin der „Neue Zeitung“, Elena Milashina, in Oslo vom Norwegischen Helsinki-Komitee mit dem Andrej-Sacharow-Freiheitspreis ausgezeichnet.

“Die Agentur für soziale Informationen” stellt fest, dass “Folter durch Polizisten ist noch eines der schwerwiegenden Problem”, und bezeichnet das Komitee gegen Folter als eine Organisation, die „den Kampf für Gerechtigkeit unterstützt“. Laut Tatiana Lokshina, Direktorin der Programme für Europa und Zentralasien der internationalen Menschenrechtsorganisation Human Rights Watch: 
Kalyapin und seine Mitarbeiter sind fast die einzigen, die es sich trotz bösartiger Drohungen und Überfälle trauen, Menschenrechtsaktivitäten in Tschetschenien zu unternehmen.